# Bảo tàng Bảo hiểm Kraków
Bảo tàng Bảo hiểm Kraków (tiếng Ba Lan: Muzeum Ubezpieczeń w Krakowie) là một bảo tàng tồn tại trước đây về bảo hiểm tọa lạc tại số 3 Phố Dunajewskiego ở Kraków, Ba Lan.

## Lược sử hình thành
Bảo tàng Bảo hiểm Kraków được thành lập vào năm 1987. Bảo tàng Bảo hiểm Kraków nằm trong chi nhánh Kraków của PZU, được thành lập theo sáng kiến của một nhóm nhân viên làm việc tại chi nhánh và Marian Hampel là trưởng phòng tổ chức lúc bấy giờ. Giám đốc bảo tàng là Marianna Halota.

## Triển lãm
Bảo tàng Bảo hiểm Kraków được khánh thành nhân dịp kỷ niệm 175 năm bảo hiểm Ba Lan. Vào thời điểm mới thành lập, khoảng 400 hiện vật đã được trưng bày tại triển lãm. Hơn 800 hiện vật và kỷ vật khác là những món quà từ nhiều người dân của Kraków đã phản hồi tích cực những lời kêu gọi đóng góp trên báo chí.
Hiện nay, các bộ sưu tập của Bảo tàng Bảo hiểm Kraków được mở rộng và bao gồm hơn 35.000 hiện vật và kỷ vật xuyên suốt hai trăm năm lịch sử tồn tại và hoạt động của các công ty bảo hiểm Ba Lan, trong đó chiếm phần lớn là các tài liệu lịch sử, chính sách bảo hiểm, tem, đĩa, ảnh, ấn phẩm, album, đồ lưu niệm cá nhân, và nhiều thứ khác.